# Revista Valenciana de Filologia
La Revista Valenciana de Filologia és una publicació periòdica d'accés obert editada per la Institució Alfons el Magnànim dedicada a «difondre treballs sobre la literatura, la llengua i la cultura dels valencians».
La revista fou fundada l'any 1951 per Artur Zabala, el llavors director de l'Institut de Literatura i Estudis Filològics de la institució, el qual en va ser el primer i únic director durant la primera època de la publicació, que va durar fins a l'any 1981 i consta de set volums de quatre números cadascun. Durant aquesta etapa, van col·laborar a la Revista Valenciana de Filología autors i intel·lectuals entre els quals destaquen Joan Fuster, Manuel Sanchis Guarner, Martí de Riquer, Dámaso Alonso, Joseph Gulsoy, Francesc Almela i Vives, Antoni Badia Margarit, Germà Colón i Antoni Ferrando, entre d'altres.
Posteriorment, el 2017, la Institució Alfons el Magnànim va recuperar la històrica capçalera i va nomenar Vicent Josep Escartí com a director. Des de l'any 2024, és dirigida per Rafael Roca.